# Centropogon rimbachii
Centropogon rimbachii är en klockväxtart som beskrevs av Franz Elfried Wimmer. Centropogon rimbachii ingår i släktet Centropogon och familjen klockväxter. Inga underarter finns listade i Catalogue of Life.